# وزیر امور خارجه ایالات متحده آمریکا
وزیر امور خارجه ایالات متحده آمریکا منصب ارشدی در دولت فدرال ایالات متحده آمریکا است که بر وزارت امور خارجه ایالات متحده آمریکا ریاست می‌کند.
وزیر امور خارجه در کنار وزیر دفاع، وزیر خزانه‌داری و دادستان کل، به دلیل اهمیت وزارتخانه‌هایشان مهم‌ترین اعضای کابینه قلمداد می‌شوند. وزیر کنونی امور خارجه ایالات متحده آمریکا، مارکو روبیو می باشد .
منصب وزیر امور خارجه که در سال ۱۷۸۹ با توماس جفرسون به عنوان اولین صاحب‌منصب آن ایجاد شد، نمایندگی ایالات متحده در کشورهای خارجی بوده، بنابراین هم‌رده وزیر امور خارجه سایر کشورها در نظر گرفته می‌شود. وزیر امور خارجه، توسط رئیس‌جمهور ایالات متحده معرّفی و پس از یک جلسه استماع در کمیته روابط خارجی سنای ایالات متحده آمریکا، توسط مجلس سنای ایالات متحده آمریکا تأیید می‌شود.

## تاریخچه
منشأ وزیر امور خارجه بر اساس اصول کنفدراسیون از دولت است. کنگره کنفدراسیون در سال ۱۷۸۱ وزارت امور خارجه را تأسیس کرد و دفتر وزیر امور خارجه را ایجاد کرد. پس از تصویب قانون اساسی ایالات متحده، اولین کنگره ایالات متحده این وزارتخانه را مجدداً تأسیس کرد و نام آن را به وزارت امور خارجه تغییر داد و دفتر وزیر امور خارجه را برای رهبری این وزارتخانه ایجاد کرد.

## وظایف
وظایف اعلام شده وزیر امور خارجه نظارت بر خدمات خارجی ایالات متحده و سیاست مهاجرت و اداره وزارت امور خارجه است. وزیر همچنین باید در مورد مسائل خارجی ایالات متحده مانند تعیین دیپلمات‌ها و سفرا، توصیه به رئیس‌جمهور در مورد عزل و فراخواندن این افراد به رئیس‌جمهور مشاوره دهد. وزیر امور خارجه می‌تواند مذاکرات، تفسیر و فسخ معاهدات مربوط به سیاست خارجی را انجام دهد. وزیر همچنین می‌تواند به عنوان نماینده ایالات متحده در کنفرانس‌ها، سازمان‌ها و آژانس‌های بین‌المللی شرکت کند. وزیر مسائل مربوط به سیاست خارجی ایالات متحده را به کنگره و شهروندان در میان می‌گذارد. وزیر همچنین خدماتی را به شهروندان آمریکایی که در خارج از کشور زندگی می‌کنند یا سفر می‌کنند ارائه می‌دهد، مانند ارائه مدارک به شکل گذرنامه؛ با انجام این کار، پاسداری از شهروندان آمریکایی و نیز اموال و منافع آنها را در کشورهای خارجی تضمین می‌کند.